# Igor' Portnjagin
Igor' Igorevič Portnjagin (in russo Игорь Игоревич Портнягин?, traslitterazione anglosassone: Igor Igorevich Portnyagin; Vladivostok, 7 gennaio 1989) è un ex calciatore russo, di ruolo attaccante.

## Carriera
Ha vinto il campionato russo nel 2009 e la Superkubok Rossii 2009 con il Rubin. Con la Lokomotiv Mosca vince la Kubok Rossii 2016-2017.